# Michail Talgatowitsch Dewjatjarow
Michail Talgatowitsch Dewjatjarow (russisch Михаил Талгатович Девятьяров) (* 25. Februar 1959 in Tschussowoi) ist ein ehemaliger russischer Skilangläufer, der für die Sowjetunion startete.

## Werdegang
Dewjatjarow trat international erstmals bei der Winter-Universiade 1981 in Candanchú in Erscheinung. Dort gewann er Bronze über 15 km. Sein erstes Weltcuprennen lief er im Januar 1982 in Brusson und belegte dabei den 16. Platz über 30 km. Im folgenden Jahr kam er in Sarajevo mit dem dritten Platz über 15 km erstmals im Weltcup aufs Podest und holte bei der Winter-Universiade in Witoscha über 15 km und 30 km jeweils die Goldmedaille. Im März 1984 holte er in Murmansk über 15 km seinen ersten Weltcupsieg. Bei den nordischen Skiweltmeisterschaften 1987 in Oberstdorf gewann er Bronze über 15 km klassisch und Silber mit der Staffel. Bei den Olympischen Winterspielen 1988 in Calgary wurde er Olympiasieger über 15 km im klassischen Stil. Dies war ebenfalls sein zweiter Weltcupsieg. Zudem holte er die Silbermedaille mit der Staffel und belegte über 50 km den 25. und über 30 km den vierten Rang. Im Gesamtweltcup erreichte er in der Saison 1987/88 mit dem 13. Platz sein bestes Gesamtresultat. Bei den nordischen Skiweltmeisterschaften 1989 in Lahti errang er den 14. Platz über 30 km klassisch. Sein letztes Weltcuprennen lief er im Januar 1992 in Kavgolovo, welches er auf den 21. Platz über 30 km klassisch beendete.
Sein Sohn Michail Michailowitsch Dewjatjarow (* 1985) ist ebenfalls Skilangläufer.

## Teilnahmen an Weltmeisterschaften und Olympischen Winterspielen

### Olympische Spiele
- 1988 Calgary: 1. Platz 15 km, 2. Platz Staffel, 4. Platz 30 km, 25. Platz 50 km

### Nordische Skiweltmeisterschaften
- 1987 Oberstdorf: 2. Platz Staffel, 3. Platz 15 km
- 1989 Lahti: 14. Platz 30 km

## Weltcupsiege im Einzel
| Nr. | Datum            | Ort      | Disziplin                         |
| --- | ---------------- | -------- | --------------------------------- |
| 1.  | 23. März 1984    | Murmansk | 15 km Individualstart             |
| 2.  | 19. Februar 1988 | Calgary  | 15 km klassisch Individualstart 1 |

## Weltcup-Gesamtplatzierungen
| Saison  | Platz | Punkte |
| ------- | ----- | ------ |
| 1981/82 | 65.   | 5      |
| 1982/83 | 27.   | 30     |
| 1983/84 | 17.   | 47     |
| 1984/85 | -     | -      |
| 1985/86 | 41.   | 5      |
| 1986/87 | 17.   | 33     |
| 1987/88 | 13.   | 43     |
| 1988/89 | 53.   | 2      |
| 1989/90 | 38.   | 7      |